# میشل اسپینوزا
میشل اسپینوزا (انگلیسی: Michel Espinosa؛ زادهٔ ۱۵ سپتامبر ۱۹۹۳) بازیکن فوتبال اهل کامرون است.
از باشگاه‌هایی که در آن بازی کرده‌است می‌توان به باشگاه فوتبال بوتو پلوودیو، باشگاه فوتبال دینامو بخارست، و باشگاه فوتبال کلرمون فوت اشاره کرد.
وی همچنین در تیم ملی فوتبال زیر ۱۸ سال فرانسه بازی کرده‌است.